# Aderpas brunneus
Aderpas brunneus là một loài bọ cánh cứng trong họ Cerambycidae.